# Albert Baning
Albert Legrand Baning (Douala, 19 marzo 1985) è un ex calciatore camerunese, di ruolo centrocampista.

## Carriera

### Club
Dopo aver iniziato la carriera in Cina, al Dalian Shide, nel 2005 si è trasferito in Svizzera, all'Aarau. Nel 2006 si trasferisce per 1 milione di euro al PSG, venendo girato in prestito ad altri club minori. Nel 2010, dopo una parentesi al Maccabi Tel Aviv , rimane svincolato. Due anni dopo viene ingaggiato dal Metz.

### Nazionale
Ha preso parte ai Giochi Olimpici di Pechino 2008, nei quali ha giocato tre partite senza segnare.

## Palmarès

### Club

#### Competizioni nazionali
- Campionato cinese: 1

Dalian Shide: 2002